# مقابلة (بديع)
المقابلة (في اللّغة العربيّة) لُغةً هي المواجهة، من مصدر الفعل "قابل" بمعنى عارض. أمّا اصطلاحًا، فهي تعني الإتيان بمعنيين أو أكثر، ثمّ الإتيان بما يقابل ذلك على التّوالي ، كما في قوله تعالى:"فليضحكوا قليلًا وليبكوا كثيرًا"؛ ففي الجملة الأولى معنيان: الضّحك والقلّة، وفي الجملة الّتي تليها ما يقابل هذين المعنييْن على التّرتيب: البكاء والكثرة.
وهي تُعتبر من المُحسِّنات المعنويّة، الّتي يكون فيها التّحسين راجعًا إلى المعنى.

### الفرق بين المقابلةوالطّباق/ المطابقة[3]
إنّ الطّباق يأتي بين لفظين متضادّيْن، أي كلمة وعكسها، بينما المقابلة لا تكون إلّا في أربعة تضادّات أو أكثر (قد تصل إلى عشرة متضادات). أمّا الاختلاف الثّاني بينهما هو أنّ الطّباق لا يأتي إلّا بالأضداد، بينما المقابلة تأتي بالأضداد وغير الأضداد.
خصائص المقابلة
للمقابلة أثرها في بلاغة الكلام، فهي تضفي على القوْل رونقًا، وتقوّي العلاقة بين الألفاظ والمعاني، وتكشف الأفكار وتوضّحها بشرط ألّا تكون مُتَصنَّعَة لأنّها بذلك ستكون سبب ضعف الأسلوب وتعقيدها.

#### أنواع المقابلة من حيث عدد المتقابلات[5][6]
مقابلة المفرد بالمفرد: مقابلة الشّيء/اللّفظ بضدّه.
مقابلة ثنائيّة: تقوم على أربعة أضداد: ضدّان في صدر الكلام مقابل ضدّين في عجزه.
مقابلة ثلاثيّة: تقوم على ستّة أضداد، أي الإتيان بثلاثة أضداد في صدر الكلام، ثمّ الإتيان بثلاثة أضداد تقابلها.
مقابلة رباعيّة: وهي تقوم على ثمانية أضداد: أربعة أضداد في صدر الكلام مقابل أربعة في عجزه.
مقابلة خماسيّة: وهي تقوم على عشرة أضداد: خمسة أضداد في صدر الكلام، مقابل خمسة أضداد في عجزه.
مقابلة سداسيّة: تقوم على إثني عشر ضدًّا: ستّة أضداد في صدر الكلام، وستّة تقابلها في عجز الكلام.